# Зелена картка (страхування)
«Зелена картка», також «Зелена карта» — страховий сертифікат єдиної форми, що застосовується в країнах — членах міжнародної системи автомобільного страхування «Зелена картка», які зазначені і не викреслені у такому сертифікаті.

## Загальна інформація
У разі виїзду транспортного засобу, зареєстрованого в Україні, до країн — членів міжнародної системи автомобільного страхування «Зелена карта» власник такого транспортного засобу зобов'язаний мати чинний договір міжнародного страхування, посвідчений відповідним уніфікованим страховим сертифікатом «Зелена картка». Договір складається національною мовою і дублюється англійською.
Страхова компанія забезпечує відшкодування шкоди, заподіяної потерпілим — третім особам внаслідок дорожньо-транспортної пригоди, що сталася під час дії цього полісу і винуватцем якої був водій транспортного засобу, зазначеного цьому полісі. Виплата страхового відшкодування здійснюється на умовах, визначених законодавством про обов'язкове страхування цивільної відповідальності власників транспортних засобів країни відвідання, де стався страховий випадок.

## Історія створення
Після Другої світової війни у Європі розпочалося зростання обсягів автомобілебудування. Більша кількість автомобілів почала з'являтись на автошляхах, відповідно зростала кількість аварій і кількість людей, які отримували тілесні ушкодження.
Спеціальною резолюцією Транспортного комітету ООН ще у 1949 році було рекомендовано європейській спільноті запровадити обов'язкове страхування відповідальності автовласників для забезпечення відшкодування шкоди потерпілим.
Саме в той час, європейські країни, із початком руху до об'єднання, утворили міжнародну систему страхування відповідальності «Зелена картка».

## Механізм
Механізм роботи цієї системи дуже простий: якщо італієць придбав поліс обов'язкового страхування відповідальності в італійській страховій компанії, то він є чинним в усіх країнах-членах «Зеленої карти». Тобто, якщо цей італієць стане винним в аварії у Португалії, то потерпілий португалець отримає відшкодування від італійської страхової компанії, в якій італієць купував «Зелену карту».

#### Що покриває зелена карта
За аналогією з відомим кожному водієві полісом ОСЦПВ, зелена карта покриває збитки, завдані третім особам. На винуватця ДТП дія зеленої карти не поширюється. Єдина відмінність-територія дії. ОСЦПВ діє, якщо ДТП сталося в Україні, а зелена карта — якщо за кордоном. Зелена карта покриває ризик ДТП.

#### Документи необхідні для оформлення зеленої карти
- свідоцтво про реєстрацію транспортного засобу (техпаспорт)
- ІПН водія
- закордонний паспорт водія

У Договорі страхувальником не обов'язково вказувати власника. Якщо в період поїздки за кермо буде сідати декілька людей, то дія поліса автоматично поширюєтьсяна всіх водіїв, допущених до керування транспортним засобом.

#### Виплата збитків по зеленій карті
Якщо, перебуваючи за кордоном, Ви стали винуватцем ДТП, то обов'язковий виклик поліції і надання патрульним Вашого сертифіката зеленої карти. Врегулюванням і виплатою за таким страховим випадком займається Бюро Зеленої карти країни, в якій сталося ДТП. Після відшкодування шкоди Бюро звертається з регресною вимогою до Вашого страховика, у якого Ви придбали зелену карту.